# Kraftwerke Linth-Limmern
Die Kraftwerke Linth-Limmern AG (KLL) ist eine Kraftwerkgesellschaft in Linthal im Glarner Hinterland. Das Kraftwerk nahm Ende der 1960er-Jahre den Betrieb auf und wurde in den 2010er-Jahren durch ein grosses Pumpspeicherkraftwerk ergänzt.
Die Gesellschaft ist eine Tochtergesellschaft des Energieversorgers Axpo Power. Axpo und der Kanton Glarus sind gemeinsam Eigentümer der Kraftwerke Linth-Limmern AG, wobei der Kanton seit der Gründung 15 % der Gesellschaft hält.

## Geschichte
Die Nutzung der Wasserkräfte im Quellgebiet der Linth wurde schon früh in den 1920er-Jahren untersucht, weil es nahe bei grossen Konsumgebieten liegt. Ziel war der Bau eines Speichersees auf dem Limmerenboden, mit welchem eine Fallhöhe von mehr als 1000 m zwischen Stausee und Talgrund des Glarnerlands ausgenutzt werden könnte. Das grösste Hindernis für eine Umsetzung war die befürchtete Wasserdurchlässigkeit des Limmerenbodens, die das Gelände für den Bau eines Stausees ungeeignet erscheinen liess, denn der Limmerenbach versickerte teilweise durch Risse im Kalkboden des Limmerenbeckens. Zudem war das Gebiet schlecht zugänglich.
In den Jahren 1922 bis 1928 führten die St. Gallisch-Appenzellischen Kraftwerke (SAK) hydrologische Messungen durch. Sie kamen zum Schluss, dass die Sickerverluste zu gross seien, weil ein Fünftel des Wassers des Limmerenbaches versickern würde.
Ab 1944 führten die Nordostschweizerischen Kraftwerke (NOK) Probebohrungen und Messungen durch, wobei das Material für diese Kampagne von Trägerkolonnen aus dem Bündnerland über den Kistenpass auf den Limmerenboden gebracht wurde. Die Ergebnisse der Untersuchung zeigten, dass es Sickerverluste im Becken gab, diese aber wesentlich geringer waren als die bei den Messungen in den 1920er-Jahren festgestellten. Das Projekt wurde trotzdem nicht weiter bearbeitet, weil eine Abdichtung als kostspielig und zu unsicher beurteilt wurde.
In den Jahren 1954 und 1955 liess die NOK erneut das Gebiet durch Geologen untersuchen, wobei diesmal ein Helikopter mit 480 Flügen 114 t Material auf den Limmerenboden brachte, darunter auch Unterkunftsbaracken und Bohrgeräte. Diesmal kam man zum Schluss, dass eine Abdichtung durch Zementinjektionen möglich ist, sodass ein Konzessionsantrag ausgearbeitet werden konnte, der am 18. Oktober 1956 der Glarner Regierung vorgelegt wurde.

### Beginn der Bauarbeiten

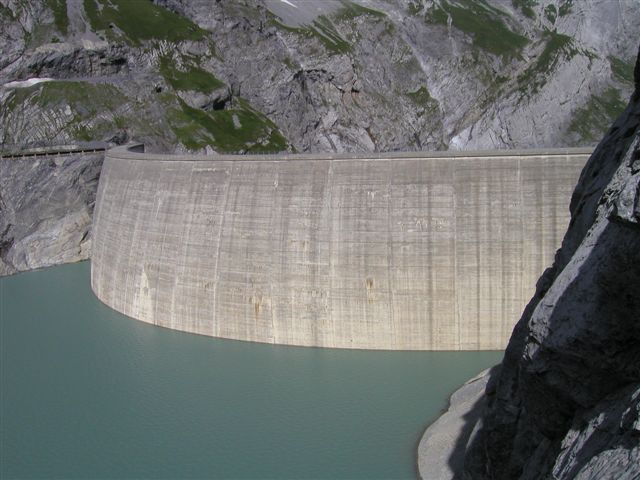
Bogenstaumauer Limmeren

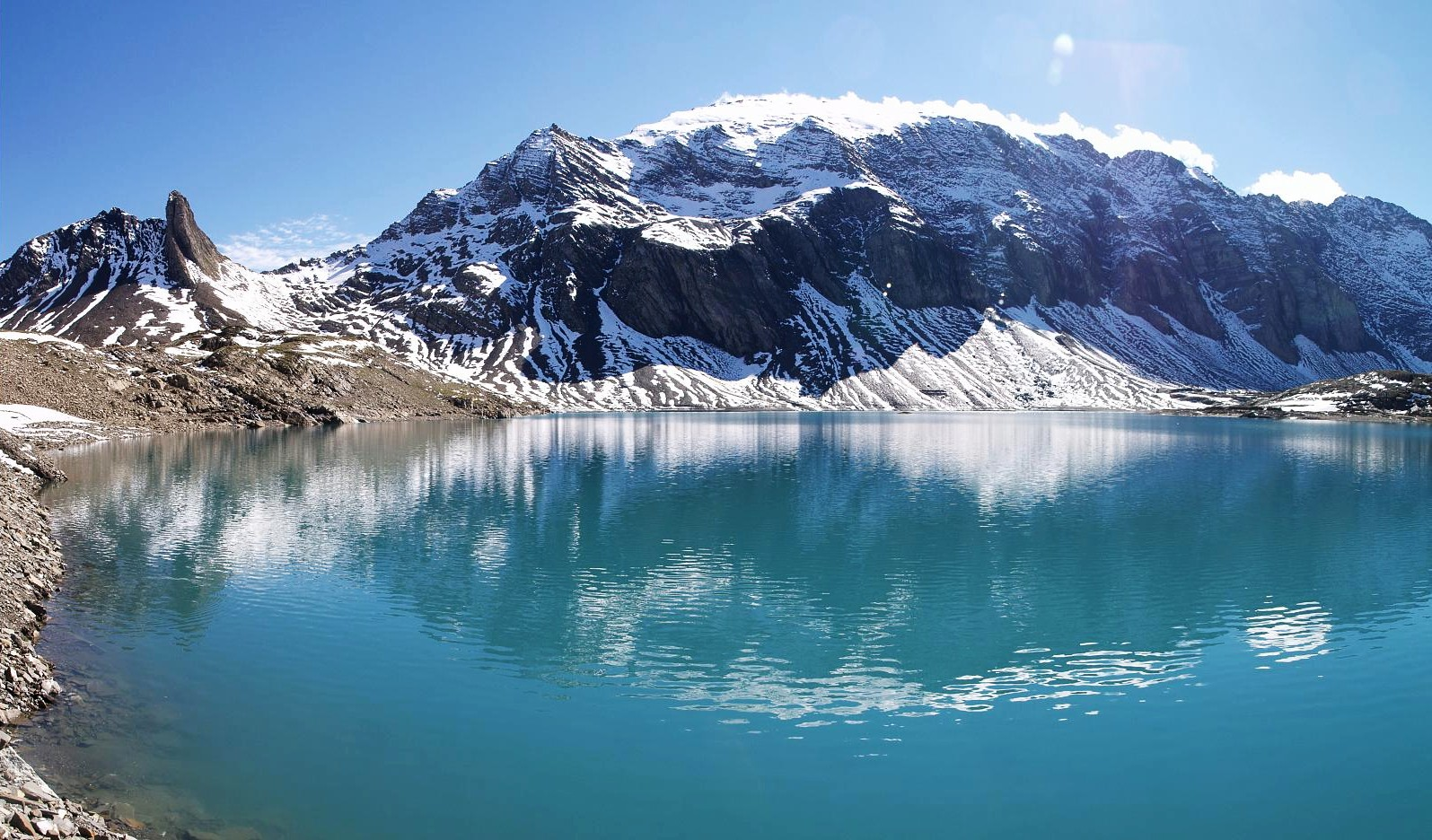
Der Muttsee im Sommer

Die Konzession für den Bau des Kraftwerks wurde am 30. März 1957 vom Landrat erteilt. Am 5. Mai bewilligte das Volk die kantonale Beteiligung am Kraftwerksbau, sodass am 25. Juni 1957 die KLL ins Handelsregister eingetragen werden konnte. An der Gesellschaft war die NOK mit 85 % und der Kanton Glarus mit 15 % beteiligt, wobei die Beteiligung der NOK später an deren Nachfolgegesellschaft Axpo überging.
Die Arbeiten zur Erschliessung der Baustelle begannen noch im selben Jahr. Der Limmerenboden ist ein verkehrstechnisch schwer zugängliches Gebiet. Von Tierfehd im Talgrund wurde eine 18 t-Seilbahn für den Transport der Baustoffe installiert, die nach dem Bau des Kraftwerks wieder abgetragen und durch eine kleinere Einkabinenbahn für den Personaltransport ersetzt wurde.
Die Bogenstaumauer Limmeren wurde 1963 fertiggestellt. Sie staut den 92 Mio. m³ fassenden Limmerensee auf, der das Kernstück der Kraftwerksanlage bildet. Oberhalb des Limmerensees wurde der 9 Mio. m³ fassende Muttsee durch die Aufschüttung eines Erddamms errichtet. Genutzt wird das Wasser der 1968 vollständig fertiggestellten Anlagen im Kavernenkraftwerk Muttsee (zwischen Muttsee und Limmerensee), dem Kavernenkraftwerk Tierfehd (zw. Limmerensee und dem Ausgleichsbecken Tierfehd) und dem Kraftwerk Linthal (zw. Tierfehd und dem Ausgleichsbecken Linthal).

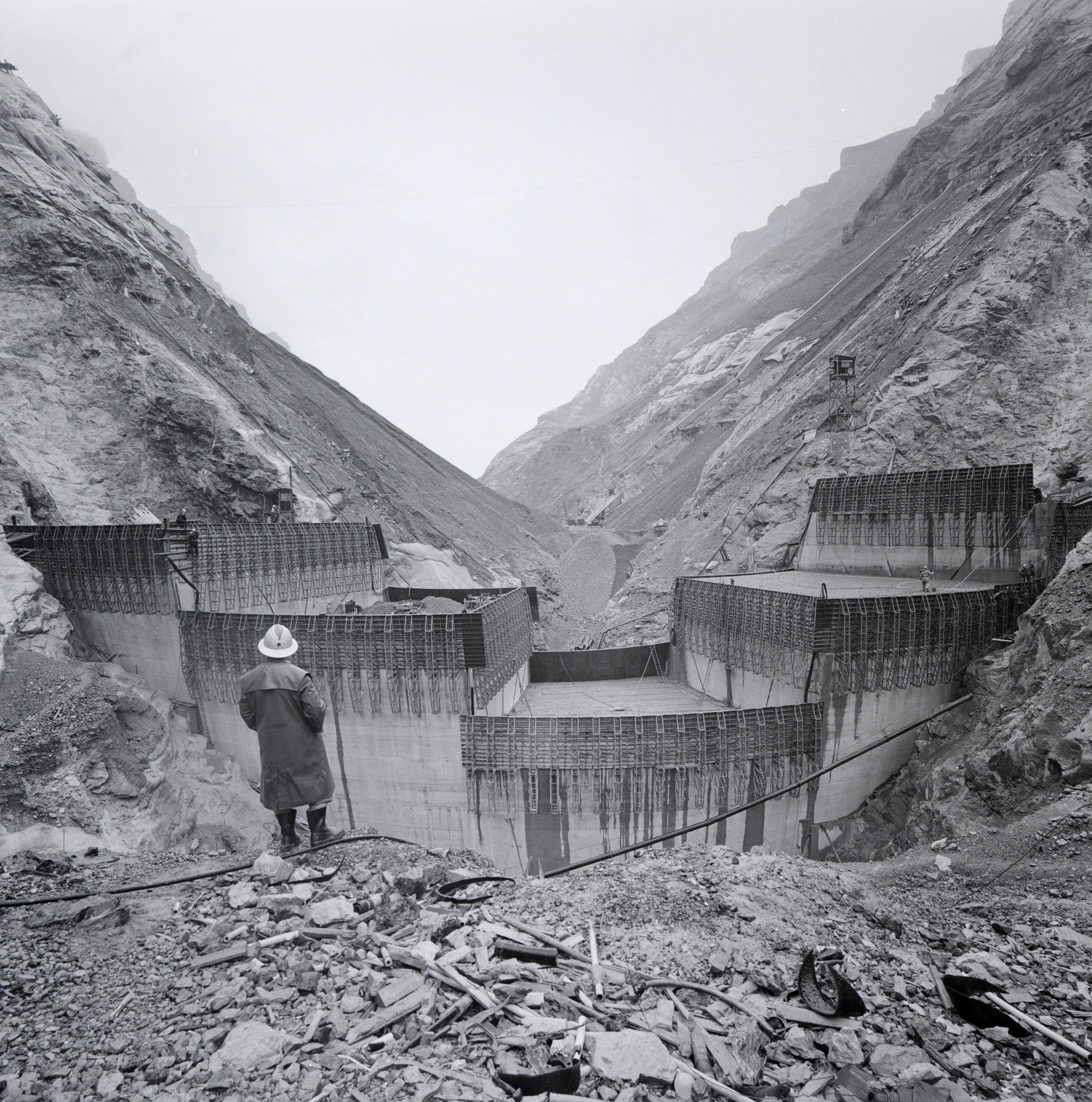
Baustelle der Bogenstaumauer Limmeren, 1960
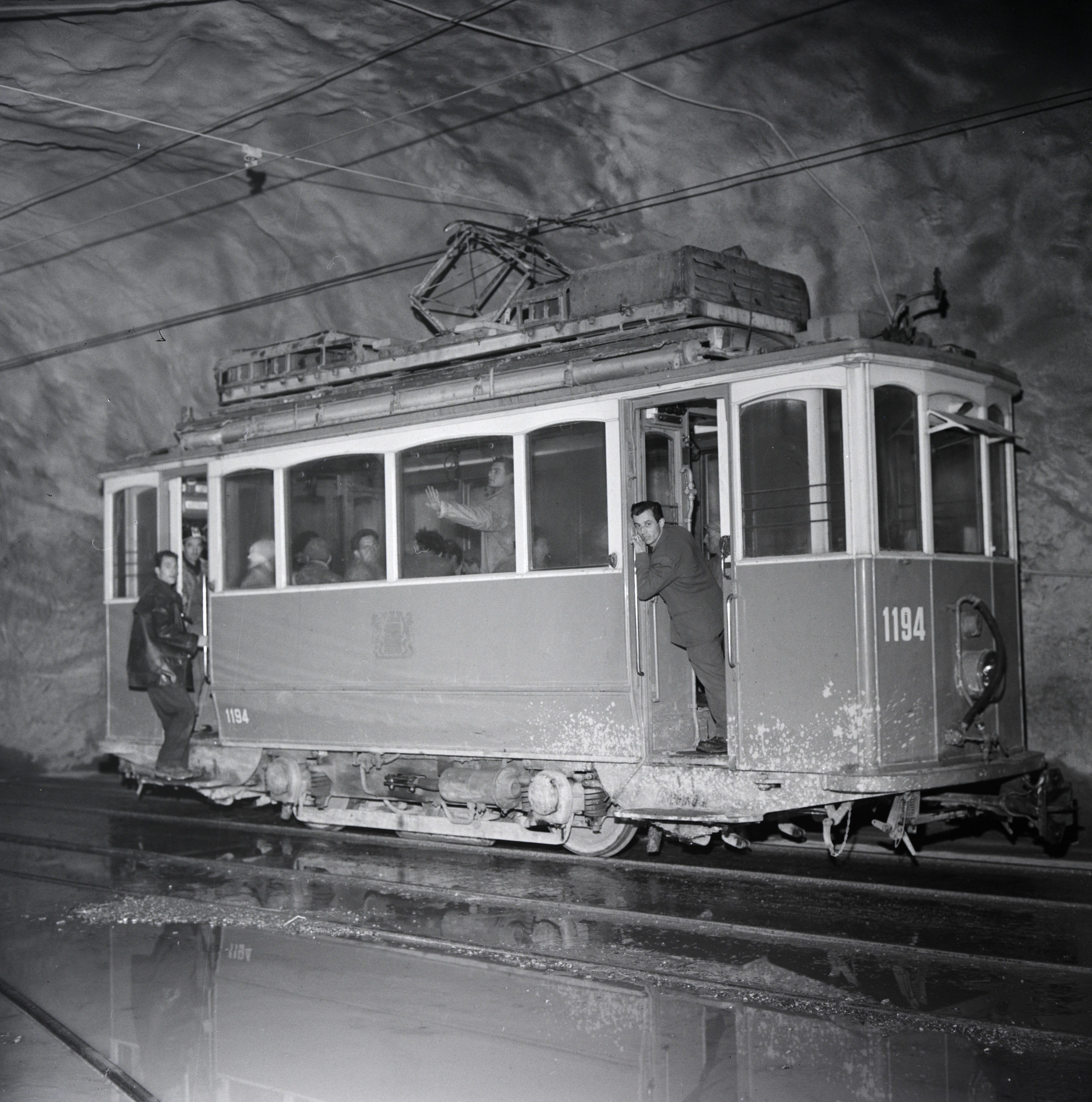
Zwei Wagen der Verkehrsbetriebe Zürich beförderten als «Stollentram» Arbeiter zur Baustelle
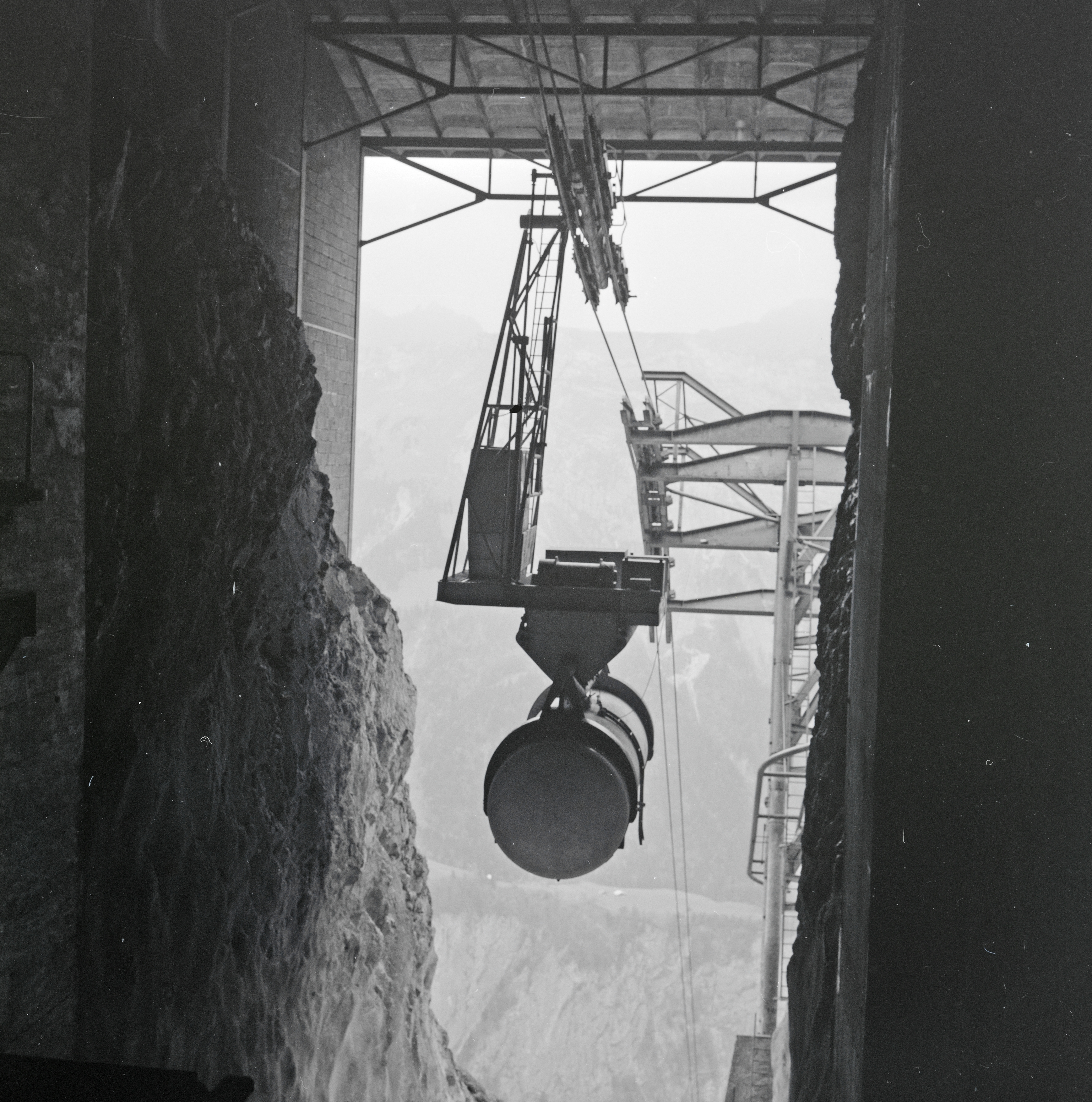
Materialseilbahn bei der Baustelle

### AusbauNESTIL
Das Projekt NESTIL steigerte für 100 Millionen Franken die Pumpleistung von Tierfehd von den bestehenden 34 MW auf insgesamt 174 MW. Dazu wurde eine Schachtzentrale am bestehenden Ausgleichsbecken gebaut, welche in der Lage ist, das Wasser aus dem Ausgleichsbecken wieder zurück in den Limmerensee zu pumpen. In ihr befindet sich eine vierstufige 140-MW-Pumpe, die mit einer 100-MW-Peltonturbine auf der gleichen vertikalen Welle sitzt. Die Turbine wird auch benutzt, um die Pumpe beim Anlauf mit dem Netz zu synchronisieren. Baubeginn war im Sommer 2005, die Bauzeit betrug vier Jahre.

### AusbauLinthal 2015
Mit dem Projekt Linthal 2015 wurde das bestehende Werk aus den 1960er-Jahren mit einem leistungsfähigen, unterirdisch angelegten Pumpspeicherkraftwerk ergänzt. Dabei wird Wasser aus dem Limmerensee in den mehr als 600 m höher gelegenen Muttsee gepumpt und bei Bedarf wieder zur Stromproduktion genutzt. Das neue Werk weist im Pumpbetrieb und im Turbinenbetrieb eine Leistung von 1000 MW auf, was ungefähr 80 % der Leistung des Kernkraftwerkes Leibstadt oder der Hälfte der Leistung der gesamten Kraftwerksanlagen am Lac des Dix entspricht. Damit hat sich die Leistung der Kraftwerke Linth-Limmern von zuvor rund 520 MW auf 1520 MW erhöht. Bei vollständig gefülltem Muttsee kann das Pumpspeicherwerk Limmeren während 33 Stunden im Volllastbetrieb laufen, was eine Speicherkapazität von 33 GWh ergibt.

#### Bau
Für die Realisierung wurde mit einer Bauzeit von sieben Jahren gerechnet. Während der Bauzeit waren bis zu 900 Personen auf den verschiedenen Bauplätzen tätig. Die Investitionskosten für das Grossprojekt betrugen 2,1 Milliarden Franken. Das Vorhaben bedingte eine vorzeitige Neukonzessionierung der Kraftwerke, welche am 24. Oktober 2007 vom Landrat beschlossen wurde. Im September 2009 wurde der Spatenstich von Linthal 2015 mit einer ersten Sprengung begangen. Im Herbst 2011 war vom Kraftwerk Limmeren der erste der beiden Druckschächte fertig, die Kavernenzentrale war im Frühjahr 2012 fertig ausgebrochen, 2013 folgte der zweite Druckschacht. Im August 2013 kam es zu einem Rückschlag beim Bau der Staumauer am Muttsee: Es musste ein ganzer Block wieder abgetragen werden, weil eine falsche Betonmischung verwendet worden war. Auf den verschiedenen Baustellen waren bis zu 700 Personen beschäftigt. Am 18. Dezember 2015 hat die erste Maschinengruppe Elektrizität ans Netz abgegeben. Die letzte der vier Maschinen wurde Ende 2017 dem Betrieb übergeben.
Bereits vor der vollständigen Inbetriebnahme der Anlage musste Axpo wegen den niedrigen Grosshandels-Strompreisen vorsichtshalber eine Abschreibung auf ihre Investition vornehmen. Ausserdem kam es beim Rotor einer Turbine zu einem Defekt, für dessen Reparatur der Rotor ausgebaut werden musste. Korrosionsschäden machten auch Wartungen an den anderen Turbinen nötig. In den letzten Jahren schrieben die KLL wegen Limmeren jährlich rund 150 Mio. Franken Verlust, an denen sich laut Axpo der Kanton Glarus gemäss seinem Aktienanteil beteiligen sollte. Es konnte eine aussergerichtliche Einigung erzielt werden, in der festgelegt wurde, dass sich der Kanton Glarus nicht an den Verlusten des Pumpspeicherwerks Limmeren beteiligen muss, dafür darf er aber bis zum Geschäftsjahr 2027/28 auch keinen Strom beziehen. Aus diesen Gründen muss KLL fortan eine separate Rechnung für das Pumpspeicherwerk Limmeren führen.

#### Ausbau
- Vergrösserung Muttsee: Eine neue Staumauer vergrössert das Speichervermögen des Muttsees. Die 1054 m lange Gewichtsstaumauer ermöglicht eine Erhöhung von 9 Mio. auf 23 Mio. m3.[12] Das Stauziel wurde von 2446 m ü. M. auf 2474 m ü. M. angehoben. Das letzte Segment der Staumauer wurde anfangs Oktober 2014 betoniert.[13] Während des Jahres 2015 erfolgten der Endausbau und die Flutung der Stollen. Im Sommer 2016 erfolgte der Erstaufstau und die Abnahme durch das Bundesamt für Energie.[14][15] Die Eröffnungsfeier und Einsegnung der Staumauer fand am 9. September 2016 statt. Es ist die erste Eröffnung einer Staumauer vergleichbarer Grösse in der Schweiz seit 1989, als der Panixersee der Kraftwerke Ilanz in Betrieb genommen wurde. Die Staumauer ist die längste Staumauer der Schweiz und die höchstgelegene Europas.
- Neubau Pumpspeicherwerk Limmeren: Am Fuss der Staumauer des Limmerensees, auf ca. 1700 m ü. M., wurde rund 600 Meter im Berginnern eine neue Kavernenzentrale für die vier Maschinengruppen mit je 250 MW Leistung gebaut. Zwei parallele Druckleitungen verbinden den Muttsee mit der Zentrale und zwei rund 500 Meter lange Unterwasserstollen die Zentrale mit dem Limmerensee. Der Zugang zur Kaverne wird von Tierfehd aus über einen neuen, etwa 4 Kilometer langen Zugangsstollen sichergestellt, der mit einer 200-Tonnen-Standseilbahn ausgerüstet ist. Die Bohrung dieses Stollens wurde mit einer 160 Meter langen Tunnelbohrmaschine ausgeführt. Im Jahr 2011 bohrte sich diese täglich 20 Meter ins Gestein und das mit einer Steigung von Weltrekord bedeutenden 24 Prozent. Während der Bauzeit bestanden Materialseilbahnen von Tierfehd zum Limmerensee sowie vom Limmerensee zum Muttsee mit 25 Tonnen Tragkraft. Erbauer dieser danach wieder demontierten Seilbahnen war Doppelmayr/Garaventa.
- Vergrösserung Ausgleichsbecken Tierfehd: Das bestehende Ausgleichsbecken wurde durch ein weiteres Becken nördlich des Betriebsgebäudes ergänzt. Die Speicherkapazität konnte so von 350'000 auf ungefähr 455'000 m³ erhöht werden.
- Neubau 380-kV-Leitung: Die Leistungserhöhung, die mit dem Projekt Linthal 2015 verbunden war, bedingt den Anschluss der Anlagen an das Höchstspannungsnetz. Die bestehende 220-kV-Freileitung von Tierfehd in die Grynau bei Uznach mit zwei Stromkreisen genügte nicht mehr. Die beiden Stränge zusammen können höchstens 1500 MW übertragen, wobei aus betrieblichen und wirtschaftlichen Gründen normalerweise höchstens die Hälfte der möglichen Leistung genutzt werden soll. Ausserdem hätte bei Ausfall einer Leitung nicht mehr die volle Leistung des Kraftwerks abgerufen werden können.[16] Es wurde deshalb für Linthal 2015 parallel zur bestehenden Leitung eine neue 380-kV-Freileitung von Tierfehd bis in den Raum Schwanden/Sool erstellt.[17]  Hier wurde sie an die bestehende 380-kV-Leitung vom Vorab angeschlossen. Die Leitung besteht aus zwei Wechselstromkreisen, der eine führt nach Tavanasa im Bündnerland, der andere nach Nürensdorf im Raum Zürich.

### Rechtsstreit zwischen Axpo und dem Kanton Glarus
In den 2010er-Jahren kam es zu einem Rechtsstreit zwischen der Axpo und dem Kanton Glarus, da die beiden Eigentümer der KLL verschiedene Auffassungen über die Auslegung des Gründungsvertrags der KLL aus dem Jahr 1957 hatten. Im Kern der Auseinandersetzung ging es um die Übernahme der Jahreskosten des Pumpspeicherwerks. Schliesslich reichte Axpo im Jahr 2017 Klage ein. Im Jahr 2019 wurde ein Vergleich erzielt, der vorsah, dass der Kanton rückwirkend die Jahreskosten bis zum 18. August 2017 zu 15 % mitträgt, diese folgend von Axpo übernommen werden, der Kanton dafür aber keinen Strom mehr aus der Anlage bezieht.

## Technische Anlagen

### Anlagenschema
Alle Maschinenhäuser, Stauseen und Ausgleichsbecken befinden sich auf dem Gebiet der ehemaligen Gemeinde Linthal GL, das heute zu Glarus Süd gehört. Einzig die oberen Wasserfassungen des Fätschbachs liegen auf dem Urner Boden, der zum Kanton Uri gehört. Das dort gefasste Wasser wird über einen 12 km langen Freispiegelstollen dem Limmerensee zugeführt. Ebenso wird Wasser vom Fisetenbach über einen Freispiegelstollen dem Ausgleichsbecken Hintersand zugeführt. Während 22 Tagen im Sommer muss genügend Wasser dem Schreyenbachfall zugeführt werden, damit dieser wie früher in voller Pracht in die Tiefe stürzen kann.
Weiter wird Wasser aus dem Sernftal mit dem Jetzbachstollen in Freispiegelleitung dem Druckstollen zwischen Hintersand und Tierfehd zugeführt.

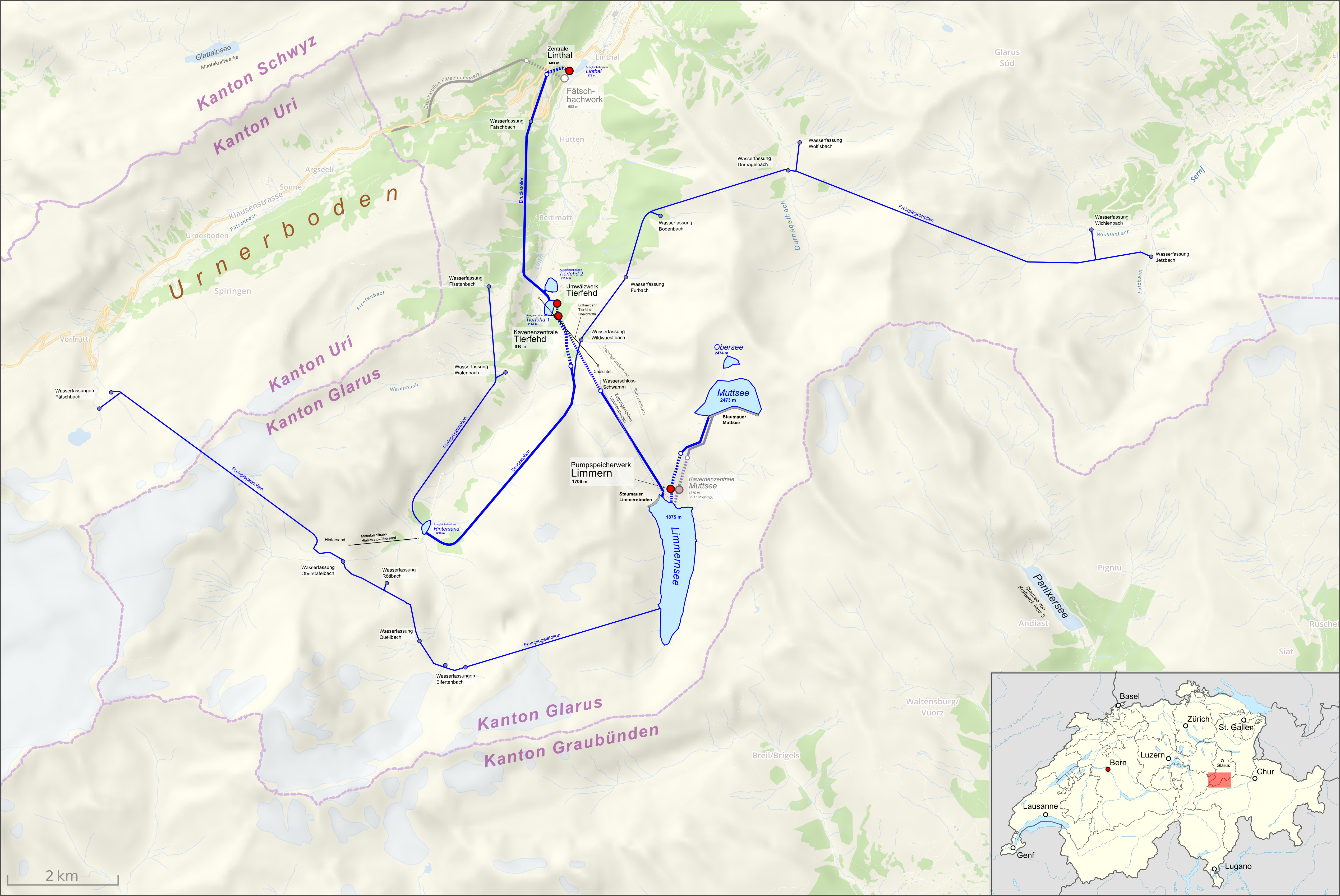
Anlagenschema der Kraftwerke Linth-Limmern

### Stauseen
| Namen       | Lage            | Inbetriebnahme     | Stauquote [m ü. M.] | Stauseeinhalt [Mio. m³] | Bauart der Staumauer      | Höhe der Staumauer [m] | speist Maschinenhäuser | erhält Wasser von Maschinenhäuser | Bemerkung                             |
| ----------- | --------------- | ------------------ | ------------------- | ----------------------- | ------------------------- | ---------------------- | ---------------------- | --------------------------------- | ------------------------------------- |
| Muttsee     | 721122 / 191501 | 1965 (Ausbau 2016) | 2446 2474           | 9 24                    | Erdwall Gewichtsstaumauer | 35                     | Muttsee Limmeren       | Limmeren                          | Angaben vor dem Ausbau 2016 in kursiv |
| Limmerensee | 720189 / 188363 | 1968               | 1857                | 92                      | Bogenstaumauer            | 146                    | Limmeren Tierfehd      | Muttsee Limmeren Tierfehd         | Kopfspeicher                          |

### Maschinenhäuser
| Zentrale                               | Lage            | Standort     | Inbetriebnahme        | Maschinenhaus- höhe [m ü. M.] | el. Leistung in MW      | Turbinen                                                                          | Maximale Rohfallhöhe in m | Ausbaudurchfluss in m³/s  | Bemerkung                                                                         |
| -------------------------------------- | --------------- | ------------ | --------------------- | ----------------------------- | ----------------------- | --------------------------------------------------------------------------------- | ------------------------- | ------------------------- | --------------------------------------------------------------------------------- |
| Kavernenzentrale Muttsee               | 720060 / 189569 | Ochsenstafel | 1965 2017 stillgelegt | 1870                          | 4                       | 1 Peltonturbine                                                                   | 560                       | 0,9                       | durch Pumpspeicherwerk Limmeren ersetzt                                           |
| Pumpspeicherwerk Limmeren Linthal 2015 | 720030 / 189849 | Ochsenstafel | 2017                  | 1706                          | 1000                    | 4 vertikale Francis-Pumpturbinen mit drehzahlvariablen Asynchron-Motorgeneratoren | 724                       | 200                       | Leistungsfähigstes Pumpspeicherwerk der Schweiz                                   |
| Kavernenzentrale Tierfehd              | 718027 / 192824 | Tierfehd     | 1964                  | 816                           | 255                     | 3 Peltonturbinen                                                                  | 1046                      | 30                        | Speicherkraftwerk des Limmerensees                                                |
| Kavernenzentrale Tierfehd              | 718027 / 192824 | Tierfehd     | 1964                  | 816                           | 34                      | 2 Pumpen                                                                          | 564                       | 6,3                       | Pumpwerk, das Wasser vom Ausgleichsbecken Hintersand in den Limmerensee befördert |
| Kavernenzentrale Tierfehd              | 718027 / 192824 | Tierfehd     | 1964                  | 816                           | 40                      | 2 Peltonturbinen                                                                  | 486                       | 10                        | Laufkraftwerk des Ausgleichbeckens Hintersand                                     |
| Umwälzwerk Tierfehd NESTIL             | 717891 / 193068 | Tierfehd     | 2010                  | 778                           | Pumpe: 140 Turbine: 110 | 1 vierstufige Pumpturbine mit Peltonturbine als Anfahrturbine                     | 1050                      | Turbine: 15,3 Pumpe: 13,7 | Pumpspeicherwerk zwischen Limmerensee und Ausgleichsbecken Tierfehd               |
| Zentrale Linthal                       | 718026 / 197228 | Linthal      | 1964                  | 683                           | 34                      | 2 Francis-Turbinen                                                                | 143                       | 32                        | Speicherkraftwerk des Ausgleichsbeckens Tierfehd                                  |

### Ausgleichsbecken
| Namen      | Lage            | Inbetriebnahme | Stauquote [m ü. M.] | Stauseeinhalt [m³] | speist Maschinenhäuser | erhält Wasser von Maschinenhäuser |
| ---------- | --------------- | -------------- | ------------------- | ------------------ | ---------------------- | --------------------------------- |
| Hintersand | 715585 / 188987 | 1964           | 1298                | 110'000            | Tierfehd               |                                   |
| Tierfehd 1 | 717760 / 192991 | 1964           | 811,5               | 210'000            | Tierfehd Linthal       | Tierfehd                          |
| Tierfehd 2 | 717770 / 193411 | 2016           | 811,5               | 245'000            | Tierfehd Linthal       | Tierfehd                          |
| Linthal    | 718264 / 197400 | 1964           | 676                 | 220'000            |                        | Linthal                           |